# Blackstreet
Blackstreet, stylisé BLACKstreet, est un groupe de R&B américain, originaire de New York. Blackstreet est un quartet qui, depuis sa formation et au fil des changements de membres, compte pas moins de douze membres différents.

## Biographie
Blackstreet est formé en 1991 par le chanteur, producteur, et pionnier du new jack swing Teddy Riley après la séparation de son trio Guy. Riley prend quelques années pour se consacrer à sa carrière en pleine expansion, et collabore avec des musiciens et groupes tels que Wreckx-N-Effect, Bobby Brown, Michael Jackson, SWV et Kevin Bernard . Blackstreet publie son premier single intitulé Baby Be Mine en 1993, avant la publication de son premier album, qui sert de bande-originale à la série américaine CB4 d'Universal Pictures (avec Chris Rock). La chanson est écrite par Riley et Stonestreet, et produite par Riley.
Le premier album éponyme du groupe, Blackstreet, est publié le 17 juin 1994 au label Interscope Records ; il est très bien accueilli par la presse spécialisée, se classe septième des classements R&B Albums, et 52e du Billboard 200, et est certifié disque de platine par la RIAA le 19 avril 1995. Il constitue l'un des meilleurs albums en matière de RnB des années 1990. Les singles qui y sont extraits, intitulés Joy, Tonight's The Night et Booti Call, atteignent également les classements musicaux.
Blackstreet continue dans sa lancée et publie un deuxième album, Another Level, le 9 septembre 1996, toujours chez Interscope. Il atteint la première place des R&B Albums, la troisième du Billboard 200, et la 18e place des classements canadiens. Il est certifié quadruple disque de platine par la RIAA le 19 novembre 1997. L'album est un succès commercial, porté par les singles No Diggity et Fix et quelques ballades. No Diggity se classe 91e des 100 meilleures chansons pop sur Rolling Stone et MTV. Pour Another Level, Dave Hollister et Levi Little sont remplacés par Mark Middleton et Eric Williams. Middleton et Williams étaient membres d'autres groupes avant leur arrivée à Blackstreet. Middleton était membre du groupe signé au label Motown Records, Brik Citi,,. Williams était membre du trio The Flex, un groupe qui chantait des chansons écrites par Marley Marl.
En 1998, ils reçoivent le Grammy Award de la « meilleure prestation R&B par un duo ou un groupe avec chant » pour No Diggity. Après un nouveau changement, Blackstreet publie un dernier album en avril 1999, intitulé Finally. L'opus atteint la quatrième place des R&B Albums, ma 9e du Billboard 200, et la 14e des classements canadiens ; il est également certifié disque d'or par la RIAA le 12 octobre 1999. Les singles Girlfriend/Boyfriend, Take Me There et Think About You sont également classés. Le groupe se sépare après Finally. Le 11 mars 2003, Blackstreet se reforme avec l'album Level II, publié par DreamWorks, mais le groupe ne retrouvera jamais son inspiration du début. L'album atteint néanmoins la 8e place des R&B Albums, et la 14e du Billboard 200, idem pour le single Deep qui atteint les classements en 2002.
Après plusieurs tentatives vaines de réunir Blackstreet, les membres se lancent dans une carrière solo. Cependant, en 2014, les anciens membres Chauncey Black, Levi Little, Mark Middleton et Eric Williams annoncent leur retour sous le nom de Blackstreet. Ils jouent ensemble et entament une tournée australienne en avril 2015.

## Discographie

### Albums studio
- 1994 : Blackstreet
- 1996 : Another Level
- 1999 : Finally
- 2003 : Level II

### Compilations
- 2003 : No Diggity: The Very Best of Blackstreet
- 2004 : 20th Century Masters – Millennium Collection: The Best of Blackstreet

### Singles
| Année | Titre                                                          | Album         | Billboard Hot 100 | Hot R&B/Hip-Hop Songs | UK Singles Chart |
| ----- | -------------------------------------------------------------- | ------------- | ----------------- | --------------------- | ---------------- |
| 1993  | Baby Be Mine                                                   | CB4 OST       | -                 | 17                    | 37               |
| 1994  | Booti Call                                                     | Blackstreet   | 34                | 14                    | 56               |
| 1994  | Before I Let You Go                                            | Blackstreet   | 7                 | 2                     | -                |
| 1994  | U Blow My Mind                                                 | Blackstreet   | -                 | -                     | 39               |
| 1995  | Joy                                                            | Blackstreet   | 43                | 12                    | 56               |
| 1995  | Tonight's the Night (featuring Sisters With Voices)            | Blackstreet   | 80                | 27                    | -                |
| 1996  | No Diggity (featuring Dr. Dre et Queen Pen)                    | Another Level | 1                 | 1                     | 9                |
| 1997  | Don't Leave Me                                                 | Another Level | -                 | -                     | 6                |
| 1997  | Fix                                                            | Another Level | 58                | 17                    | 7                |
| 1997  | (Money Can't) Buy Me Love                                      | Another Level | -                 | -                     | 18               |
| 1998  | Take Me There (avec Mýa)                                       | Finally       | 14                | 10                    | 7                |
| 1999  | Girlfriend/Boyfriend (featuring Janet Jackson, Ja Rule et Eve) | Finally       | 47                | 17                    | 11               |
| 1999  | Think About You                                                | Finally       | -                 | 51                    | -                |
| 1999  | Get Ready (Ma$e featuring Blackstreet)                         |               | -                 | 32                    | -                |
| 2003  | Wizzy Wow                                                      | Level II      | -                 | -                     | 37               |
| 2003  | Deep                                                           | Level II      | -                 | 51                    | -                |